# Högsta domstolen (TV-program)
Högsta domstolen är ett svenskt TV-program baserat på ett format från produktionsbolaget Baluba. Den första säsongen sänds 2006 i SVT1 och leds av Hans Rosenfeldt. I rollen som åklagare alternerar Annika Lantz och Henrik Hjelt. Två kända personer åtalas på skämt för sina handlingar och en döms och en frias. De får hjälp av varsin försvarare, någon bekant till dem, och ett av momenten i programmet går ut på att de åtalade ska gissa vem som ska försvara dem genom att ställa ja/nej-frågor till programledaren. 
Programformatet är utvecklat av Baluba, som även producerar programmen. De åtta avsnitten började spelas in på SVT Malmö i januari 2006.
Det första avsnittet sågs av 1,4 miljoner tittare, och var därmed populärare än Deal or no deal i TV4, men när det tredje programmet sändes hade Högsta domstolen passerats av Deal or no deal som fortsatte ha högst tittarsiffror under resten säsongen.

## Program
| Åtalad                                                                  | Brott                       | Försvarsadvokat   |
| ----------------------------------------------------------------------- | --------------------------- | ----------------- |
| Program 1 sändes den 25 mars 2006 i SVT1 och sågs av 1 400 000 tittare  |                             |                   |
| Clabbe af Geijerstam                                                    | Skadegörelse                | Lennie Norman     |
| Pernilla Wahlgren                                                       | Djurplågeri                 | Kristin Kaspersen |
| Program 2 sändes den 1 april 2006 i SVT1 och sågs av 1 400 000 tittare  |                             |                   |
| Tina Nordström                                                          | Bedrägeri                   | Pelle Johansson   |
| Claes Malmberg                                                          | Högförräderi                | Frank Gunnarsson  |
| Program 3 sändes den 8 april 2006 i SVT1 och sågs av 1 240 000 tittare  |                             |                   |
| Maria Lundqvist                                                         | Grov vårdslöshet            | Ken Wennerholm    |
| Lasse Brandeby                                                          | Grov sabotageverksamhet     | Thomas Petersson  |
| Program 4 sändes den 15 april 2006 i SVT1 och sågs av 785 000 tittare   |                             |                   |
| Thomas Ravelli                                                          | Uppvigling                  | Andreas Ravelli   |
| Kim Anderzon                                                            | Förargelseväckande beteende | Tintin Anderzon   |
| Program 5 sändes den 22 april 2006 i SVT1 och sågs av 970 000 tittare   |                             |                   |
| Carina Lidbom                                                           | Trolöshet mot huvudman      | Johannes Brost    |
| Lars-Åke Wilhelmsson                                                    | Stöld                       | Andreas Lundstedt |
| Program 6 sändes den 29 april 2006 i SVT1 och sågs av 1 045 000 tittare |                             |                   |
| Björn Skifs                                                             | Högmålsbrott                | Anders Berglund   |
| Sanna Ekman                                                             | Förskingring                | Sven von Essen    |
| Program 7 sändes den 6 maj 2006 i SVT1 och sågs av 725 000 tittare      |                             |                   |
| Gry Forssell                                                            | Falsk marknadsföring        | Hans Wiklund      |
| Bert Karlsson                                                           | Piratkopiering              | Paul Sahlin       |
| Program 8 sändes den 13 maj 2006 i SVT1 och sågs av 950 000 tittare     |                             |                   |
| Lotta Engberg                                                           | Grov koppleriverksamhet     | Rickard Olsson    |
| Christer Lindarw                                                        | Urkundsförfalskning         | Rickard Engfors   |

Tittarsiffror enligt MMS.